# Macrostylis sensitiva
Macrostylis sensitiva är en kräftdjursart som beskrevs av Yakov Avadievich Birstein 1970. Macrostylis sensitiva ingår i släktet Macrostylis och familjen Macrostylidae. Inga underarter finns listade i Catalogue of Life.